# Gualtiero Sacchetti
Gualtiero Sacchetti (San Lazzaro di Savena, 14 agosto 1836 – Bologna, 28 settembre 1917) è stato un ingegnere e politico italiano.

## Biografia
Laureato in ingegneria a Bologna entra nella professione alle dipendenze della Società Italiana per le Strade Ferrate Meridionali ed esordisce nell'insegnamento quale assistente alla cattedra di fisica dell'ateneo bolognese. Dopo il ritiro delle truppe austriache a seguito della disfatta di Magenta, e dell'ultimo cardinale legato, Giuseppe Milesi Pironi Ferretti, fa parte della Guardia formata dai cittadini liberali per il mantenimento dell'ordine pubblico, e con l'annessione della città al Regno di Sardegna inizia a partecipare alla vita politica. Clericale e conservatore, definito sulla stampa "il più nero tra i neri", è tra i primi animatori della sede felsinea del futuro Partito liberale costituzionale e fedelissimo sostenitore di Marco Minghetti. È stato consigliere comunale e assessore all'edilizia, consigliere e presidente della provincia e membro della deputazione provinciale; amministratore del monte di pietà e membro della società agraria, nel 1874 viene eletto per la prima volta deputato, costantemente rieletto per sette legislature salvo la quindicesima. Alla sua morte lascia per testamento tutte le sue sostanze all'Università di Bologna affinché fosse istituito un premio per i docenti che ne illustrano il nome.